# Zhang Yuan
Zhang Yuan (en chino tradicional, 張元; en chino simplificado, 张元; pinyin, Zhāng Yuán;  Nankín, 25 de octubre de 1963) es un director de cine chino, que es considerado uno de los elementos más destacados de la Sexta Generación de directores chino. Sus películas han ganado diez premios de diecisiete nominaciones recibidas en festivales internacionales de cine.

## Biografía
Zhang recibió el título de cinmatografia de Beijing Film Academy en 1989. Habiendo emergido inicialmente a la escena cinematográfica poco después de las protestas de la Plaza de Tiananmen de 1989, con frecuencia se lo menciona como un ejemplo de los pioneros que se agrupan en la sexta generación, vagamente definida. A pesar de un diploma de la prestigiosa Academia de Cine, Zhang decidió renunciar a su puesto asignado dentro del Ejército Popular de Liberación,conectado August First Film Studio, eligiendo en su lugar producir sus películas de forma independiente.  Como cineasta novato, eligió rodar en un estilo documental y se han definido sus primeras películas (" Mama", " Sons , y  Beijing Bastards ) como "largometrajes documentales." Aparte de algunos cortometrajes originales que dirigió como estudiante de cine, el debut oficial de su carrera es en 1990 con " Mama", un relato semidocumental de una madre y su hijo retrasado, que se considera que tiene un lugar histórico como una de las primeras características del movimiento Sexta Generación y como "primera película independiente de China desde 1949". Su siguiente film, Beijing Bastards describe la subcultura juvenil descontenta de Beijing y otro título, "Hijos", de la misma manera que "Mamá", mezcla la línea entre la ficción y el documental, ya que los actores, interpretándose a ellos mismos, recrean la destrucción real de su familia debido al alcoholismo y las enfermedades mentales. Sin embargo, la naturaleza transgresora de estas películas (que mostraban a la juventud y la sociedad chinas en imágenes y términos duros y poco halagadores), rápidamente llamó la atención de las autoridades chinas. En abril de 1994, el Ministerio de Cine, Televisión y Cultura emitió una declaración en la que prohibía a Zhang realizar películas. También estaban prohibidos los directores de la Sexta Generación He Jianjun, Wang Xiaoshuai, el director de documentales Wu Wenguang, el director de la Quinta Generación Tian Zhuangzhuang y la esposa de Zhang, el guionista Ning Dai, cuya hermana, la directora Ning Ying, es una figura de transición entre la Quinta y Sexta Generación. En 1996, dos años después de que la prohibición entrara en vigor, Zhang estaba listo para presentar su siguiente y más controvertido trabajo, el filmado subrepticiamente 'East Palace, West Palace', también conocido como Detrás de la Ciudad Prohibida , el primer largometraje de China con personajes homosexuales y su persecución por parte de la policía. Una copia fue sacada secretamente de China y exhibida en el Festival Internacional de Cine de Cannes de 1997.
Después de "East Palace, West Palace", el estilo de Zhang comenzó a alejarse de los dramas neorrealistas parecidos a los documentales a películas más convencionales.  Diecisiete años de 1999, un drama familiar y también la primera película china con aprobación para rodar dentro de una prisión china, demostró sin embargo un éxito internacional significativo al ganar el premio al Mejor Director en el Festival de Cine de Venecia. Entre 2002 y 2003, Zhang se fue acercando a trabajos más comercialmente viables, así como a su período más prolífico hasta el momento, dirigiendo tres películas en el transcurso de un año. La versión cinematográfica de la ópera comunista  Jiang Jie , el misterio romántico dirigido por celebridades   Green Tea y el drama romántico  I Love You tuvieron éxito, aunque muy lejos de sus anteriores trabajos "underground". En 2006, dirigió "Little Red Flowers", basada en la novela semiautobiográfica del escritor e icono cultural chino Wang Shuo "It Could Be Beautiful". La película obtuvo un premio CICAE en el Festival de Cine de Berlín de 2006.

## Documentales
Entre sus trabajos cinematográficos, Zhang se esfuerza por seguir produciendo documentales de larga duración.   The Square  de 1994 documenta la vida cotidiana en Tiananmen Square, en los años inmediatamente posteriores a los eventos de las manifestaciones de 1989. El falso rodaje tomó la apariencia de un equipo de producción de programas para Televisión Central de China (CCTV).
Mientras tanto, a fines de la década de los 90, Zhang volvió a mostrarse interesado en el formato documental con "Demolition and Relocation" en 1998, un relato de la destrucción de los Hutong de Beijing. En 1999, Zhang hizo   Crazy English , que siguió a Crazy English, fundador y orador motivacional  Li Yang en una película que el propio Zhang describió como un cruce entre  Triumph of the Will  y  Forrest Gump . "Miss Jin Xing" de 2000, mientras tanto, sigue el interés de Zhang por los marginados de la sociedad con un conmovedor retrato del individuo transgénero más famoso de China, Jin Xing, que en 1996 salió del armario como mujer trans. La historia de Jin se cuenta a través de una serie de entrevistas de quienes la conocen y con la propia Jin.

## Filmografía
| Year | English Title                                | Chinese Title | Pinyin               | Notes                              |
| ---- | -------------------------------------------- | ------------- | -------------------- | ---------------------------------- |
| 1990 | Mama                                         | 妈妈          | Māma                 |                                    |
| 1993 | Beijing Bastards                             | 北京杂种      | Běijīng zá zhǒng     |                                    |
| 1994 | The Square                                   | 广场          | Guǎng chǎng          | Documental                         |
| 1996 | Sons                                         | 儿子          | Érzi                 |                                    |
| 1996 | Danish Girls Show Everything                 | 丹麦姑娘      |                      | Vignette in a comic anthology film |
| 1997 | East Palace, West Palace                     | 东宫西宫      | Dōng gōng xī gōng    | Presentado en Cannes               |
| 1998 | Demolition and Relocation                    | 钉子户        | Ding zi hu           | Corto documental                   |
| 1999 | Crazy English                                | 疯狂英语      | Fēng kuáng yīng yǔ   | Documental                         |
| 1999 | Diecisiete años                              | 过年回家      | Guò nián huí jiā     |                                    |
| 2000 | Miss Jin Xing                                | 金星小姐      | Jin xing xiaojie     | Corto documental                   |
| 2000 | Hainan Hainan                                | 海南，海南    | Hainan Hainan        |                                    |
| 2002 | I Love You                                   | 我爱你        | Wǒ ài nǐ             |                                    |
| 2003 | Jiang Jie (a film of the opera Sister Jiang) | 江姐          | Jiang jie            |                                    |
| 2003 | Green Tea                                    | 绿茶          | Lǜ Chá               |                                    |
| 2006 | Little Red Flowers                           | 看上去很美    | Kàn shàng qù hén měi |                                    |
| 2008 | Dada's Dance                                 | 达达          | Dádá                 |                                    |
| 2013 | Beijing Flickers                             | 有种          | Yǒu Zhǒng            |                                    |

## Premios y distinciones
Festival Internacional de Cine de Venecia
| Año  | Categoría                          | Película        | Resultado |
| ---- | ---------------------------------- | --------------- | --------- |
| 1999 | León de Plata a la mejor dirección | Diecisiete años | Ganador   |
| 1999 | Premio OCIC-Mención especial       | Diecisiete años | Ganador   |
| 1999 | Premio Pasinetti-Mención especial  | Diecisiete años | Ganador   |
| 1999 | Premio Children and Cinema         | Diecisiete años | Ganador   |